# Суданская республика
Суданская республика (фр.  République soudanaise) — автономная республика, государство — член Французского Сообщества в Западной Африке, с 4 апреля 1959 года также один из двух субъектов Федерации Мали, получившей независимость 20 июня 1960 года, с 20 августа по 22 сентября 1960 года — де-факто независимое государство. Через месяц после распада Федерации Мали Суданская Республика была провозглашена Республикой Мали.

## Общие сведения
Суданская республика располагалась в центральной части Западной Африки в границах, совпадавших с границами бывшего Французского Судана и будущей Республики Мали. Площадь страны превышала миллион квадратных километров и была в два с половиной раза больше территории Франции. Границы республики были определены произвольно, без учёта этнических и географических реалий: большую часть севера страны занимала пустыня Сахара, на юге её территория распространялась на среднее течение рек Сенегал и Нигер, таким образом включая как Сахельскую, так и Суданскую климатические зоны.
Выхода к морям страна не имела. До провозглашения независимости Федерации Мали 20 июня 1960 года Суданская республика имела государственную границу только с одним независимым государством — Гвинейской республикой. Все остальные внешние границы страны были административными, и отделяли её от других автономий Французской Западной Африки — Нигера, Верхней Вольты, Берега Слоновой Кости, Сенегала и Мавритании, а также от Французского Алжира. С июня 1960 года Суданская республика, сохраняя административную границу с Сенегалом, оставалась в окружении территорий, подконтрольных Франции, однако в августе того же года Нигер, Верхняя Вольта и Берег Слоновой Кости получили независимость и протяжённость границ с территориями бывшей метрополии сократилась до границы с Алжиром и Мавританией на севере. После распада Федерации Мали административная граница с Сенегалом также стала государственной.
Население страны имело многонациональный состав и включало более 20 народов: бамбара, сонинке, малинке, фульбе, сонгаи, арабов, берберов, догонов, моси и др.. Сохранялась, но теряла численность прослойка французских колонистов, продолжала торговую деятельность арабская диаспора из Ливана и Сирии. Суданская республика оставалась аграрной страной, основу экономики которой составляло земледелие, у некоторых народов сохранялись элементы феодализма и доклассовых отношений. На юге страны было распространено рыболовство и отгонное скотоводство, среди кочевников на севере — кочевое скотоводство. Больше половины населения страны исповедовало ислам.
Административным центром республики оставался город Бамако, в котором по оценке 1959 года проживало около 68 000 жителей.

## Государственное устройство
Суданская республика была провозглашена 24 ноября 1958 года и первоначально унаследовала колониальную систему управления Французского Судана, которая в дальнейшем видоизменялась. В соответствии с Конституцией Франции от 4 октября 1958 года Республика становилась частью возглавляемого президентом Франции Французского Сообщества, в компетенцию которого входили внешняя политика, оборона, финансы, общая экономическая политика и контроль над стратегическими материалами. Правительство автономии было лишено права принятия решений в указанных областях, оставшихся под полным контролем Франции. Президент Сообщества согласно ст. 81 Конституции Франции был представлен в автономии Верховным комиссаром: с момента провозглашения Суданской республики и до провозглашения независимости Федерации Мали 20 июня 1960 года это пост занимал Жан Шарль Сикюрани (1915—1977). Внешней политикой автономии в соответствии с ордонансом от 31 января 1959 года руководил министр иностранных дел Франции, вопросами обороны в соответствии с ордонансом от 25 мая 1959 года ведал Комитет обороны Суданской Республики в составе Верховного комиссара, главы автономного правительства и французского командующего вооруженными силами территории. Помимо этого в соответствии со ст. 78 Конституции Франции метрополия могла оставить за собой контроль над органами юстиции, системой высшего образования, транспортом и телекоммуникациями, но согласно ст.78 Конституции Франции власти Суданской республики получили контроль над юридической системой. В сфере экономики в соответствии с ордонансом № 58-1254 от 19 декабря 1958 года общее распределение бюджетных средств для территории было закреплено за Исполнительным советом Сообщества. С 12 июня 1959 года общее руководство финансами автономии осуществлял также Центральный банк государств Западной Африки в Дакаре. В сфере законодательной деятельности над Законодательным собранием Суданской республики имел приоритет Сенат Сообщества (в 1960 году преобразован в Консультативный межпарламентский совет), предварительно рассматривавший определённые законодательные инициативы. Возглавляемая председателем суданского парламента М. А. Хайдарой делегация Судана в Сенате Сообщества была самой многочисленной и насчитывала 13 депутатов.
После провозглашения автономной Суданской республики Правительственный совет Французского Судана был преобразован во Временное правительство, а после принятия Конституции — в Совет министров Суданской республики.
Правящей партией республики на протяжении всего периода её существования был Суданский союз, быстро вытеснявший другие партии на политическую периферию.
После создания 17 января 1959 года Федерации Мали Суданская Республика делегировала федеральному центру в Дакаре часть компетенций в областях обороны, безопасности, информации, юстиции, финансов, здравоохранения, общественных работ и культуры.
23 января 1959 года Законодательное собрание Суданской Республики приняло первую Конституцию автономии, которая провозглашала бывший Французский Судан неделимым, демократическим, светским и социальным государством (ст.1) с республиканской формой правления, которая не могла быть изменена (ст.50). В преамбуле конституции говорилось, что республика является членом Федерации Мали и подтверждает верность принципам Декларации прав человека и гражданина 1789 года и Всеобщей декларации прав человека 1948 года, её суверенитет является достоянием всего народа и ни одна группа людей не может присвоить себе право его осуществления (ст.2). Республика имела свои независимые органы юстиции (ст.43), гарантировала право на труд, отдых, свободу объединений в кооперативы  и профсоюзы, в также право работников на забастовку. Конституция предусматривала равенство граждан перед законом вне зависимости от происхождения, религии, положения и политических взглядов (ст.1) и допускала многопартийность (ст.3).
Высший законодательный орган республики — однопалатное Законодательное собрание избиралось прямым и тайным голосованием сроком на 5 лет. В особых случаях правительство могло продлить срок его полномочий (ст.18, 19). Собрание обсуждало и принимало законы во всех сферах государственной и общественной жизни, за исключением «вопросов общей компетенции» Французского Сообщества. Оно ратифицировало соглашения о передаче компетенций, которые передавались в Сенат Сообщества и в Федеральную ассамблею Мали (ст.21,27). Сессии собрания созывались два раза в год, но по требованию правительства или абсолютного большинства депутатов могла быть созвана и внеочередная чрезвычайная сессия .
Высшим исполнительным органом Суданской республики являлся обладавший широкими полномочиями Совет министров, состоящий из председателя, его заместителей и министров. Его члены назначались Законодательным собранием и были ответственны перед ним (ст.6,26). Председатель Совета министров Суданской республики являлся главой администрации и исполнительной власти, а также гарантом территориальной целостности республики. Он имел право назначать высших чиновников (ст.12) и промульгировать законы (ст.14), следил за правильным соблюдением конституции, соглашений с Сообществом, Федерацией и другими государствами. Ему подчинялись силы внутренней безопасности и, в рамках Конституции Сообщества, — армия (ст.9,10), дислоцированная на территории республики.
Высшими органами Республики являлись также Государственный совет и Верховный юридический совет. Госсовет наблюдал за проведением выборов и референдумов, следил за соответствием конституции законопроектов и указов (ст.45). Верховный юридический совет избирался Законодательным собранием из числа депутатов и имел право привлекать к судебной ответственности членов правительства за нарушения или преступления при исполнении обязанностей (ст.48,49).
В соответствии с Соглашением о сотрудничестве между Францией и Федерацией Мали от 4 апреля 1960 года (утверждены парламентами Суданской республики и Сенегала, а затем закреплены Законом Французской Республики № 60.682 от 18 июля 1960 года и опубликованы «Journal official» 30 июля 1960 года) метрополия в июне 1960 года одновременно передала свои компетенции в различных областях Суданской республике и Федерации Мали.
После передачи 20 июня 1960 года компетенций Сообщества и провозглашения независимости Федерации Мали пост Верховного комиссара, представлявшего в Суданской республике президента Французского Сообщества, был упразднён. Функции главы государства перешли к председателю Совета министров, однако часть его полномочий была по-прежнему делегирована федеральному центру в Дакаре. При этом глава правительства Суданской республики Модибо Кейта одновременно являлся и главой федерального правительства Мали.

## Административно-территориальное деление
Административно-территориальное деление Суданской республики было утверждено Законом N° 60-3/AL/RS (Loi N° 60-3/AL/RS) и в целом повторяло систему времён Французского Судана. Согласно закону страна делилась на шесть округов (Région): Бамако, Каес, Сикасо, Мопти, Сегу и Гао. Закон подтверждал Декрет N° 19 D-1-2 от 30 января 1959 года, согласно которому руководитель округа по-прежнему назначался правительством, но теперь при нём существовали Окружные советы (Conseil de corconscription), избиравшиеся на 5 лет по 1 депутату от 10 000 жителей (но не более 25 советников и не менее 9) и заседавшие в административном центре округа. Совет вотировал постановления администрации о распределении бюджета округа, состоявшего из налогов и других поступлений в пользу государства, максимум которых устанавливала Законодательная ассамблея республики. Однако в период существования Суданской республики окружные советы так и не начали функционировать, и реальная власть на местах осталась у представителей правительства. В лучшем случае вместо них функционировали специальные комиссии, не обладавшие никакими реальными полномочиями. Округ делился на районы (cercle) во главе с главами административных постов, назначаемых правительством. Самой мелкой (базовой) административной единицей, согласно Декрету N° 43/DI стала деревня (village) — один или несколько населённых пунктов с населением не менее 100 жителей. Деревня в случае необходимости могла быть разделена на ещё более мелкие подразделения (fraction). Главой деревни был староста (Chef de village), избиравшийся Советом деревни (Conseil de village) и утверждавшийся в должности решением администрации округа (в середине 1950-х годов во Французском Судане насчитывалось 10-12 000 кантональных и деревенских вождей). Совет деревни избирался жителями на 5 лет и контролировал старосту в вопросах поддержания общественного порядка, юстиции, постройки общественных зданий, дорог, мостов и т. п. Староста не имел права проводить мероприятия без консультаций с Советом и осуществлял только те из них, за которые проголосовало большинство. В число административных единиц входили также полноправные городские коммуны и коммуны с ограниченными правами (communes de plein ou de moyen exercice), городские кварталы (arrondissement) и кочевые племена (tribus). В крупных городах существовали выборные муниципалитеты, которые заменили вождей городских кварталов и районов. На севере кочевое племя рассматривалось как единица, соответствующая району. Вожди по преимуществу избирались племенем, им помогали консультативные выборные Советы. Иногда племена объединялись в группы племён. После избрания вождь утверждался администрацией округа и автоматически становился государственным чиновником. В населённых воинственными племенами северных округах Гоа, Гундем и Томбукту французская военная администрация была упразднена только в 1959 году .
Закон N°60-5/AL-RS от 7 июня 1960 года предоставил округам и районам более широкие, чем прежде, права и большую самостоятельность в распределении финансов, однако к этому времени реальная власть на местах уже была сосредоточена в руках партийных ячеек Суданского союза.

## История

### Образование Суданской республики
Политический кризис 1958 года во Франции и переход к Пятой республике привели к изменению статуса заморских территорий, составлявших Французскую колониальную империю. Ещё в ходе выработки проекта новой конституции, 8 августа 1958 года, председатель Совета министров Франции генерал Шарль де Голль выступил с краткой речью по телевидению и заявил, что в ходе назначенного на сентябрь конституционного референдума африканские территории должны выбирать между независимостью и ассоциацией со Францией. Согласно ст. 77 новой Конституции Французский Союз уступал место Французскому Сообществу, а заморские территории (фр.  Les territoires d'Outre-Mer) согласно ст.76 могли по решению местных законодательных органов получить статус заморских департаментов Республики или государств-членов Сообщества (фр. États membres de la Communauté).
Партия Суданский союз, которая с 1956 года имела большинство в Территориальной ассамблее Французского Судана, и представитель которой Жан Мари Коне с 1957 года возглавлял Правительственный совет, выступила в поддержку инициатив де Голля. В августе 1958 года был созван V съезд партии, который решил добиваться одобрения на референдуме Конституции 1958 года. Лидер партии Модибо Кейта заявил:
«Независимость предполагает, что Судан, как и Французская Западная Африка, будут иметь свою дипломатию, свою армию, свою денежную единицу и т.д. Готовы ли мы к этому? Есть ли у нас средства самим и только самим решать все наши проблемы: построить дороги, больницы, школы, предприятия? Отсутствие у нас таких средств заставляет нас объединяться с тем, кто может нам помочь, - в данном случае с Францией» (L’Essor quotidian, 19.08.58)
В голосовании на референдуме 28 сентября 1958 года приняло участие около 40 % избирателей Французского Судана, при этом из 970 000 за Конституцию Франции проголосовали 945 500, а против всего 23 800. 5 октября генерал де Голль промульгировал Конституцию и Французское Сообщество стало реальностью, а 24 ноября 1958 года собравшаяся на заседание в Бамако Территориальная ассамблея Французского Судана провозгласила автономную Суданскую Республику (Délibération N°47/ATS du 24 novembre 1958 de l’Assemblée Territoriale du Soudan, portant proclamation de la République Soudanaise) и была преобразована во временное Законодательное собрание, которое должно было выработать Конституцию автономии. В тот же день верховного комиссара Анри Виктора Жипулона сменил новый представитель президента Сообщества верховный комиссар Жан Шарль Сикюрани, а Жан Мари Коне возглавил Временное правительство республики, главной задачей которого стало проведение выборов в соответствии с первой конституцией страны.
Тем временем руководство Суданского союза, структуры которого, начиная с 1957 года, действовали параллельно с административными органами и всё больше их подменяли, напрямую, минуя Правительственный совет, выступило с инициативой создания федерации африканских республик. В декабре 1958 года собравшиеся в Бамако лидеры родственных Суданскому союзу партий Сенегала, Верхней Вольты и Дагомеи приняли решение об объединении их стран в Федерацию Мали. Суданская республика направила 11 делегатов в Конституционную ассамблею Федерации и 17 января 1959 года стала членом Федерации Мали.

### Федерация Мали
21 января 1959 года Законодательное собрание автономии одобрило федеральную Конституцию и 23 января того же года членство в Федерации было закреплено в преамбуле новой конституции Суданской республики.
Реализация идеи африканской федерации встретила сопротивление ряда суданских вождей и кади Тимбукту. В феврале их эмиссары совершили поездки по северу Судана, по Нигеру, Сенегалу и Верхней Вольте с агитацией против Федерации, а Генеральный секретарь оппозиционной Суданской партии перегруппировки Аммадун Дикко призвал не растворяться в федерации, а «смело создавать Судан». Но влияние правящего Суданского союза среди населения было слишком велико, чтобы идеи оппозиции получили широкое распространение, к тому же в феврале Правительственный совет распустил Демократический союз Сегу и арестовал его лидеров («Paris-Dakar», Дакар, 9 февраля 1959 года) .
4 апреля 1959 года лидер Суданского союза Модибо Кейта возглавил правительство Федерации, а вскоре был назначен председателем Совета министров автономии, что открывало большие политические перспективы. Объединение было выгодно двум странам не только политически, но и экономически: Судан получал через Сенегал выход к морю, а для Сенегала федерация открывала перспективы поставок суданского сырья и беспрепятственный доступ на внутренний рынок Суданской республики, где проживало около половины населения Французской Западной Африки. При этом сельское хозяйство Сенегала было экспортным и нуждалось в продовольствии, а Судан был экспортёром традиционных африканских культур, риса, проса, рыбы и пр. В обмен он получал от Сенегала промышленные изделия, пользование железными дорогами и портами, и ежегодно десятки тысяч суданцев уходили на заработки в Сенегал на плантации арахиса.
Уже в апреле — июле 1959 года Федеральная ассамблея и Федеральное правительство Мали создали в автономии органы межреспубликанских управлений и служб информации, связи, почт, общественных работ, железных дорог, здравоохранения, образования, искусства и литературы. Однако в остальном внутреннее развитие Сенегала и Суданской республики пошло разными путями.

### Внутриполитическое развитие
Параллельно с формированием Федерации Мали правящая партия и Временное правительство республики готовились к формированию новых национальных органов власти. В первых числах февраля 1959 года в Судане началась предвыборная кампания в Законодательное собрание, во время которой Суданский союз развернул агитацию за союз с Сенегалом, Верхней Вольтой и Дагомеей. Противостояние с оппозицией завершилось в начале марта столкновениями на предвыборных митингах в Сегу, где были и убитые («Paris-Dakar», Дакар, 4 марта 1959 года), однако у противников Модибо Кейты не было шансов изменить ситуацию. На выборах 8 марта 1959 года за Суданский союз проголосовали 525 600 (78 %) избирателей, в то время как за Суданскую партию перегруппировки только 167 700 (7,8 %). Даже лидеры партии Фили Дабо Сиссоко и Аммадун Дикко не прошли в Законодательное собрание. Поражение обернулось для СПП полным крахом: 31 марта 1959 года большинство её лидеров во главе с Сиссоко заявили о выходе из партии и о желании примкнуть к Суданскому союзу. Их поддержали почти все местные организации СПП, а Аммадун Дикко и небольшая группа его сторонников оказались в полной изоляции. Суданский союз Модибо Кейты стал безраздельным хозяином положения.
16 апреля 1959 года новое Законодательное собрание избрало Кейту председателем Совета министров Судана, и он в своей программной речи заявил о начале широкомасштабных реформ в различных сферах, тон которым поначалу задали местные профсоюзы. Уже в апреле конференция Национального союза суданских трудящихся выдвинула требования «африканизации кадров», создания условий для быстрого повышения квалификации работников, введения единых ставок пособий, свободы профсоюзной деятельности и охраны прав освобождённых профсоюзных работников. Фактически контролировавшиеся партией профсоюзы требовали создания на предприятиях комитетов с участием трудящихся и администрации, улучшения условий и оплаты труда, увеличение ставок заработной платы с учётом роста цен, создания государственного органа для контроля над ценами, упрощения процедуры решения трудовых конфликтов, повышение роли трудовой инспекции.
В дальнейшем с решительными инициативами выступила и правящая партия. В сентябре 1959 года III Конференция кадровых работников Суданского союза обязала все партийные организации контролировать работу французской администрации по выполнению решений правительства. Через месяц министр внутренних дел республики Мадейра Кейта выступает в Гао и заявляет, что нет разницы между партийным и государственным аппаратом, так как лидер партии возглавляет правительство, а руководители местных партячеек — округа и районы: «партия и правительства, партия и администрация — это одно и то же». Оказавшиеся у власти на местах партийные ячейки выступают за снижение ставок поземельной ренты и подношений вождям, за отмену привилегий племенной знати, за отмену запретов на их рыболовные места и охотничьи угодья. Они явочным порядком реализуют свои начинания: так в начале 1960 года Конференция кадровых партийных работников округа Гундам снижает ставки ренты с 50-70 % до 30 % урожая и совсем отменяет их в местностях, где государство провело мелиорацию, а также сокращает выкуп за невесту и запрещает выдавать женщин замуж против их воли.
Одновременно идёт чистка административного аппарата и уже в начале 1960 года «африканизация кадров» завершается. Теперь все руководящие посты занимают члены Суданского союза, а французы остаются только в качестве технических советников и консультантов администрации.
К концу 1959 года сходят с политической арены последние оппозиционные партии. В декабре Африканская партия независимости принимает решение слиться с Суданским союзом, а вскоре в него переходит и группа лидеров Суданской партии перегруппировки. К началу 1960 года в стране фактически утверждается однопартийная система: Суданский союз становится единственной партией Суданской республики, его партийные ячейки в обязательном порядке создаются в каждой деревне. Ещё раньше, в ноябре, все молодёжные организации страны объединяются в Молодёжь Суданского союза, а в апреле 1960 все профсоюзы переходят под контроль Профсоюзного объединения трудящихся Судана.

### Социальные преобразования
Пришедшее к власти в марте 1959 года правительство Модибо Кейты, несмотря на сохранявшуюся зависимость от Франции, развернуло масштабные социальные реформы, некоторые из которых были слишком радикальными с точки зрения метрополии. В 1959-60 годах правительство повысило размеры заработной платы, пенсий и пособий, реализовало меры по стабилизации цен. В крупных городах автономии были созданы образцовые государственные магазины с большим запасом продукции, что означало активное вмешательство государства в сферу розничной торговли. Была сокращена безработица: только в 1959 году в Бамако и Гоа удалось трудоустроить около 1 500 человек. В начале 1960 года было реорганизовано Управление рабочей силы, в работе которого стали принимать участие представители правительства и профсоюзов. В функции Управления входили учёт рабочих, утверждение трудовых договоров и профессиональное обучение.
В сфере медицинского обслуживания на кредиты Европейского экономического сообщества были построены медицинские учреждения на кочевом, сахельском, севере страны, где ранее их почти не было.
В сфере образования в 1959 году правительством Кейты был разработан пятилетний план подготовки учителей и строительства школ. Его целью было создание условий для обучения всех детей школьного возраста (в 1957-58 годах получали образование только 8 % таких детей). В 1959 году были построены два новых учебных центра для подготовки преподавателей начальных школ. При местных учебных заведениях открывались годичные курсы ускоренной подготовки преподавателей с привитием навыков работы по ликвидации неграмотности среди взрослого населения. Поощрялось создание частных школ. Все эти меры начали давать результаты уже в период короткого существования республики: в 1959/60 учебном году начальным образованием было охвачено свыше 9,6 % детей школьного возраста.
Усилия правительства в сфере образования не ограничивались уровнем начальной школы. В 1959 году около 400 студентов из Суданской республики обучались в Европе и США. Были созданы курсы ускоренной подготовки строителей для работы на строительстве мостов и дорог, на работах по рытью колодцев и бурению артезианских скважин. В начале 1960 года Министерство сельского хозяйства, экономики и планирования республики открыло образцовый учебный центр по подготовке специалистов по земледелию, скотоводству и садоводству.
При этом правящий Суданский союз счёл нужным вернуться к видоизменённой практике принудительных общественных работ, отмененных французским правительством ещё 11 апреля 1946 года. В 1959 году партия выступила инициатором движения «Investissements humains» («Человеческие капиталовложения»), суть которого заключалась в формально добровольном бесплатном труде населения на благоустройстве, строительстве жилья, общественных зданий, дорог и мостов.

### Путь к независимости
Но на первом месте перед Модибо Кейтой стояла задача получения страной полной независимости от Франции. Параллельно с развитием федерации, с административными, экономическими и социальными реформами партия и правительство Кейты с осени 1959 года ведут активные переговоры по этому вопросу. Первоначально предполагается 29 сентября 1959 года заявить о выходе из Французского Сообщества и потребовать проведения референдума о независимости. Однако сенегальские лидеры выступают против этого радикального шага и предлагают опираться не на 86-ю, а на 76-ю статью французской конституции и требовать постепенной передачи компетенций. После долгих споров лидеры Суданской республики и Сенегала приходят к решению начать переговоры о передаче компетенций одновременно двум республикам по отдельности и Федерации Мали в целом. С 18 января по 28 марта 1960 года представители Сенегала и Судана ведут переговоры с Францией, и 4 апреля того же года подписывают Договор о передаче вопросов общей компетенции республикам и парафируют соглашение об отношениях Федерации Мали и Французского Сообщества. 7 июня 1960 года Законодательное собрание Суданской республики ратифицирует соглашения с Францией, вносит изменения в Конституцию автономии и делегирует ряд вопросов суверенитета Федеральной ассамблее Мали.

### Независимость
20 июня 1960 года на торжественном заседании Федеральной ассамблеи в Дакаре была провозглашена независимость Федерации Мали и входящих в неё республик. Однако союз двух государств просуществовал всего два месяца. 20 августа 1960 года нарастающий конфликт в руководстве Федерации, неприятие сенегальскими лидерами «суданской линии» и стремление активистов Суданского союза распространить социальные реформы на Сенегал, привели к перевороту в Дакаре. Модибо Кейта был смещён с поста председателя федерального правительства и арестован. Вместе с другими представителями Суданской республики он был посажен на поезд и выслан за пределы Сенегала. Федерация Мали прекратила своё существование и слабые попытки восстановить её государственное единство не дали результатов. Возглавлявший правительство Суданской республики Модибо Кейта ещё целый месяц не желал признавать этого факта, но 22 сентября 1960 года всё же собрал в Бамако чрезвычайный съезд Суданского союза, который утвердил разрыв всех связей с Сенегалом. В тот же день Суданская республика прекратила своё существование, и её конституция была отменена. Страна получила новую конституцию и была провозглашена Республикой Мали, по желанию Модибо Кейты унаследовавшей название распавшейся Федерации и средневековой империи Мали.

## Экономика Суданской республики и её реформирование
Основой экономики Суданской республики, как и Французского Судана, продолжало оставаться сельское хозяйство, специализировавшееся на выращивании арахиса, риса, хлопка, кукурузы, сорго, маниоки и сизаля, часть урожая которых шла на экспорт. Также на экспорт шла продукция животноводства, включая шкуры и живой скот. В обмен импортировались в основном продовольствие, текстиль, автомобили, нефтепродукты и строительные материалы. Основой сельскохозяйственного производства было созданное Францией в 1932 году государственное предприятие «Office du Niger» («Офис дю Нижер» — «Управление Нигера»), занимавшееся разработкой земель и выращиванием риса и хлопка на территориях центральной дельты Нигера. Почти вся продукция предприятия шла на экспорт во Францию. К концу 1959 годов ещё одной статьёй экспорта стал вывоз в Сенегал и Берег Слоновой Кости копчёной и вяленой рыбы. Однако и тогда сельское хозяйство республики оставалось мало связанным с рынком, и доля произведённой им товарной продукции составляла всего 30 %. Да данным того же года сельское хозяйство давало 64 % валового национального дохода страны и 97 % её импорта.
Промышленность автономии была представлена рисоочистительными, маслобойными и мыловаренными заводами, а также добычей соли в Агорго близ Таудени, кустарной добычей золота на реке Фалеме и разработкой фосфатов в Буреме. Кроме того республика унаследовала небольшой металлообрабатывающий завод, мастерские по ремонту сельхозтехники и небольшие ремонтные верфи. В 1959 году доля промышленности в валовом национальном доходе составляла всего 2 %.
Транспортная система республики включала участок железнодорожной линии Бамако-Дакар с веткой до речного порта Куликоро, сеть шоссейных и грунтовых дорог, большей частью пригодных для перевозок в сухое время года, и несколько небольших пароходов, в сезон дождей осуществлявших перевозки по Нигеру от Куликоро до Тимбукту и Гао, и от Бамако до Курусы в Гвинее. В 1959 году доля транспорта в валовом национальном доходе достигала 11,7 %, и была на втором месте после доли сельского хозяйства.
Внешняя торговля республики продолжала контролироваться французскими экспортно-импортными кампаниями, а защищённый высокими пошлинами суданский рынок был закрыт для государств, не входящих в зону франка. На Францию приходились 80 % экспорта и 65 % импорта республики, при этом французские товары продавались в Судане по ценам, значительно превышавшим мировые, а суданские товары покупались Францией так же по завышенным, но выгодным для компаний метрополии ценам. В целом торговля, как внутренняя, так и внешняя, давала в 1959 году 5,4 % валового национального дохода.
В своей программной речи в марте 1959 года Модибо Кейта заявил, что усилия его правительства будут в основном сосредоточены на ускоренном развитии сельского хозяйства, в которое до этого и правительство Франции направляло основные государственные инвестиции. Кейта предлагал направить в эту сферу много специалистов, ускоренно внедрять новые прогрессивные методы, создать большой парк сельскохозяйственных машин.
На практике правительство приступило к расширению сети созданных в 1957 году центров модернизации сельского хозяйства и взяло курс на его кооперирование. Для дальнейшего объединения крестьян в кооперативы оно уже имело базу и могло использовать французский опыт: ещё в 1910 году в африканских колониях были созданы Туземные общества предусмотрительности (Sociétés indigenes de Prévoyance), в которых с 1915 года в принудительном порядке состояло всё сельское население. Эти общества, в 1955 году переименованные в Общества взаимопомощи сельскохозяйственного производства (Sociétés mutuelle de protection rurale), занимались сбором членских взносов, распределяли семена и удобрения, способствовали внедрению новых методов обработки земли и контролировали сбыт крестьянской продукции.
Теперь правительство Суданского союза разработало программу модернизации сельского хозяйства на 1959—1960 годы, которая предполагала расширение сети центров модернизации и обществ взаимопомощи, а также повсеместное создание базовых сбытовых и производственных кооперативов.
В 1959 году рабочие-активисты Суданского союза в коммуне Багуинеда (Baguineda) близ Бамако выступили с инициативой создания производственных кооперативов, и она была поддержана на Съезде профсоюза крестьян. К началу 1960 года почти все партийные ячейки в сельскохозяйственных районах последовали этому призыву, создавая кооперативы на местах. Кроме того по инициативе съезда в каждой деревне было выделено особое крестьянское поле, которое должно было обрабатываться сообща всеми жителями и доходы от которого шли на постройку школ, больниц и административных зданий. Практика внедрения «коллективных полей» (champs collectives) продолжалась весь период правления Модибо Кейты и немало способствовала падению его популярности.
Помимо кооперирования сельского хозяйства правительство занималось и расширением «Office du Niger», остававшегося государственным предприятием. В 1959 году на его землях были построены гидротехнические сооружения, в том числе канал для орошения и судоходства, и к концу года посевные площади предприятия увеличились на 1 520 гектар, из них под рис на 200 га, а под хлопок на 1 320 га.
В 1959 году Суданская республика оказалась привлекательной для инвестиций. Правительству удалось привлечь в экономику почти миллиард франков, которые иностранные фирмы вложили в промышленные и торговые здания, в оборудование и в другие активы. Было заключено 170 договоров с французскими и др. компаниями по поиску бокситов, железа, лития, золота, алмазов и нефти. В начале года был разработан шестилетний план модернизации и расширения сети коммуникаций, предполагавший строительство новых автодорог между районами и магистральных шоссе, соединяющих Судан с соседними странами. Сумма капиталовложений оценивалась в 1, 5 млрд франков. На французские кредиты уже в начале 1960 года было завершено строительство моста через Нигер в Бамако и гудронированной дороги Бамако — Сегу, по которой вывозился экспортный хлопок в Дакар. При этом основное финансирование экономической модернизации приходилось на государственные фонды Франции, из которых в 1959 году было израсходовано 1 095 6 миллионов франков. Помимо этого более 120 миллионов франков выделило на строительство ряда объектов Европейское экономическое сообщество.
Принципу широкого участия государства в экономике и преобладания государственных капиталовложений правительство Кейты намеревалось следовать и далее: в начале 1960 года была начата разработка положения о смешанных акционерных обществах с преобладанием государственного контроля.